# Jolanda de Rover
Jolanda de Rover (n. 10 octombrie 1963, Amstelveen, Olanda de Nord, Țările de Jos) este o înotătoare olandeză, medaliată olimpică. A participat la 3 ediții ale Jocurilor Olimpice (1980, 1984, 1988) în care a câștigat o medalie de aur și o medalie de bronz.